# 网鞘毛兰
网鞘毛兰（学名：Eria muscicola）为兰科毛兰属下的一个种。网鞘毛兰植株矮小，高度為3至4厘米，无毛，主要分佈於云南南部、尼泊尔、锡金、印度东北部、缅甸、泰国、老挝、越南和斯里兰卡海拔1800-2800米的常绿阔叶林下，附生于树干或岩石上。

## 扩展阅读
- 維基物種上的相關：网鞘毛兰